# Tom Aage Aarnes
Tom Aage Aarnes (* 25. Januar 1977 in Oslo) ist ein ehemaliger norwegischer Skispringer.

## Werdegang
Aarnes sprang ab 1996 im Continental Cup (COC). Aufgrund guter Leistungen zu Beginn der Saison 1997/98 wurde er 1998 erstmals für den Skisprung-Weltcup nominiert. Sein erstes Springen im A-Nationalkader bestritt er am 17. Januar 1998 im polnischen Zakopane. Dabei verpasste er mit Platz 32 die Punkteränge nur knapp. Im Continental Cup beendete er die Saison 1997/98 auf dem 8. Platz in der Gesamtwertung. Bei seinem ersten Springen in der Weltcup-Saison 1998/99 in Lillehammer konnte er mit Platz 23 zum ersten und letzten Mal Weltcup-Punkte gewinnen. Am Ende der Saison lag er damit auf dem 84. Platz in der Weltcup-Gesamtwertung.
2002 wurde Aarnes bei einer Dopingkontrolle positiv auf Amphetamin getestet und erhielt eine zweijährige Sperre. 2005 startete er noch einmal bei zwei Springen in Lillehammer, beendete aber nach diesen seine aktive Skisprungkarriere.